# La invasión de los vampiros
La invasión de los vampiros és una pel·lícula mexicana de suspens, misteri i terror de 1963 dirigida per Miguel Morayta i protagonitzada per Erna Martha Bauman, Rafael del Río, Tito Junco, Fernando Soto, Bertha Moss i Carlos Agostí.
És part d'una duología de pel·lícules de vampirs dirigida per Morayta, sent precedida per El vampiro sangriento (1962).
En 1965 es va llançar una versió en anglès, produïda per K. Gordon Murray per a American International Pictures.

## Repartiment
- Erna Martha Bauman com Brunhilda Frankenhausen.
- Rafael del Río com Dr. Ulises Albarrán.
- Tito Junco com Marqués Gonzalo Guzmán de la Serna.
- Fernando Soto com Crescencio
- Bertha Moss com Frau Hildegarda.
- Carlos Agostí com Conde Frankenhausen.
- Enrique Lucero com Lázaro.
- David Reynoso com Don Máximo, alcalde.
- Enrique García Álvarez com Pare Victor.
- José Chávez com Pueblerino.
- Victorio Blanco com Anciano pueblerino (no acreditat).
- Mario Cid com Paulino, hijo del alcalde (no acreditat).
- Armando Gutiérrez com Don Efrén, metge
- Leonor Gómez com Pueblerina

## Recepció
Rob Craig a American International Pictures: A Comprehensive Filmography va donar una crítica molt positiva de la pel·lícula, dient: «És un exemple genuïnament esborronador i commovedor de l'horror gòtic modern, i pot ser l'obra mestra del cànon de terror de K. Gordon Murray. Hi ha un alt drama, revelació sobrenatural i fins i tot una mica de perversitat sexual en aquesta importació mexicana de terror més fort».